# Ахтырская икона Божией Матери
Ахтырская икона Божией Матери — почитаемая в Русской православной церкви икона Богородицы, обретённая в Ахтырке. Празднование иконе совершается 2 (15) июля.

## История
По преданию, икона была явлена 2 июля 1739 года. Благочестивый священник Покровской церкви города Ахтырки Василий Данилов (по другим источникам, Даниил Васильев) обрёл икону во время сенокоса на огороде. После её обретения начались чудеса, икону перенесли в Покровский храм. Священный синод, проведя расследование, в 1751 году постановил «святую оную икону почитать за чудотворную». По повелению императрицы Елизаветы Петровны был воздвигнут каменный храм, предположительно по проекту Дмитрия Ухтомского, освящённый в 1768 году.
В 1903 году при отправке иконы на реставрацию в Санкт-Петербург она была похищена. Затем икона оказалась в Китае (Харбин) и была приобретена С. А. Степановым. По свидетельству харбинского протоиерея Н. Труфанова, хорошо знавшего Ахтырскую святыню ещё в период её нахождения в Ахтырке, образ был подлинной чудотворной иконой. В 1950-х годах сын Степанова вывез икону в Бразилию, а затем в Сан-Франциско, где передал её Комитету русской православной молодёжи. О нахождении иконы в Сан-Франциско стало известно в 1975 году. Список с неё в 1995 году привёз в Ахтырский Покровский собор митрополит Харьковский и Богодуховский Никодим (Руснак). С этим списком была возобновлена традиция крестного хода на место Ахтырского Троицкого монастыря, совершаемого на третий день после Дня Святой Троицы.
В июле 2010 года президентом России Дмитрием Медведевым чудотворный образ был передан Воскресенскому Новодевичьему монастырю, где ныне и пребывает. Икона находится в Воскресенском соборе.

## Иконография
Иконография восходит к образцам итало-греческого искусства. На иконе изображена скорбящая Богоматерь со сложенными на груди в молении руками (имеются другие изводы того же образа с иным положением рук), слева от неё — Иисус Христос, распятый на Голгофском кресте. При этом высота фигуры Христа значительно меньше высоты фигуры Богоматери, то есть в иконе применена нехарактерная для византийской иконографии прямая (а не обратная) перспектива.
В различных вариантах Богородица может изображаться в мафории, в короне, с непокрытой головой.
Иконография Ахтырской иконы легла в основу созданной в XX веке Равенсбрюкской иконы, с той разницею, что на последней Христос изображён распятым в отроческом или младенческом возрасте.

## Почитание
Икона почитается как чудотворная; после постановления Синода (1751 год) списки с Ахтырской иконы стали распространёнными в основном на юге России, в Харьковской епархии. Чтимые списки Ахтырской иконы Божией Матери находятся в храме Воскресения Словущего на Арбате, Самарском Пустынно-Николаевском монастыре (Самарская икона Божией Матери является подобием Ахтырской иконы).
Празднование образу Ахтырской Божией Матери совершается 2/15 июля.